# Wojciech
Wojciech é um prenome polaco, equivalente ao checo Vojtěch e ao eslovaco Vojtech. Wojciech é um dos nomes eslavos mais antigos. É derivado de "woj" (proveniente de "wojownik", guerreiro, e "wojna", guerra) e "ciech" (alegria), formando como resultado "O prazer da guerra" ou "guerreiro sorridente". Entre as formas diminutivas em polaco estão Wojtek, Wojtús, Wojta, Wojcio, Wojcieszek, Wojtaszka, Wojtaszek, Wojan e Wojko. O formato feminino é Wojciecha.

## Figuras notáveis chamadas Wojciech
- São Adalberto de Praga,  o primeiro registro histórico da utilização do nome.
- Wojciech Frykowski, ator polonês assassinado nos EUA em 1969.
- Wojciech Jaruzelski, político e líder militar polaco, primeiro-ministro, chefe do Conselho de Estado, presidente da república e ditador da Polônia entre 1981 e 1989.
- Wojciech Kilar, compositor polaco, conhecido pela trilha-sonora do filme Dracula, de 1992.
- Wojciech Kossak, pintor polaco.
- Wojciech Płocharski, jornalista, autor, compositor polaco
- Wojciech Szczęsny, goleiro polaco.
- Wojciech Zurek, físico polaco naturalizado americano.
- Wojtek, urso-siríaco adotado por soldados polacos durante a Segunda Guerra Mundial.
- Wojciech Jastrzebowski, cientista polaco lançou os fundamentos da Ergonomia.